# Hermann Gauch
Hermann Gauch (Einöllen, 6 maggio 1899 – Kaiserslautern, 7 novembre 1978) è stato un militare tedesco.
È stato un teorico nazista della razza, noto per la sua dedizione verso la teoria della razza nordica, tanto da mettere in imbarazzo la leadership nazista quando affermò che gli italiani erano "mezze scimmie". Per breve tempo fu aiutante di Heinrich Himmler e durante la seconda guerra mondiale prestò servizio distinguendosi nella campagna di Jugoslavia.
Dopo la guerra rimase devoto al nazismo e alla negazione dell'Olocausto, sostenendo che le morti degli ebrei nell'Olocausto erano esagerate e diventando un attivista della neonazista Deutsche Reichspartei. La sua vita e le sue idee sono state riportate dal figlio Sigfrid Gauch in un libro di memorie, il primo esempio di "memorie paterne" scritte da figli di ex nazisti.

## Biografia
Nacque a Einöllen da padre agricoltore, morto di malaria in Africa quando aveva 14 anni. Dal 1913 al 1917 studiò a Kaiserslautern e ad Augusta. Nel 1917 si arruolò nell'esercito tedesco e partecipò alle ultime fasi della prima guerra mondiale. Fu gravemente ferito nella battaglia di Soissons nel 1918; in seguito fu catturato dalle truppe statunitensi e nel 1919 riuscì a fuggire da un campo di prigionia francese.
Nel dopoguerra studiò per diventare medico, ottenendo poi l'abilitazione nel 1924. Nel 1922, intanto, si iscrisse al partito nazista e si arruolò nelle SA di Rudolf Hess. Nel 1924 partecipò all'assassinio di Franz Josef Heinz, leader del governo separatista del Palatinato. In quel periodo era la persona più in vista negli ambienti legati alla corrente nordista e neopagana del partito, guidata da Himmler, Alfred Rosenberg e Walter Darré. Dopo lo scioglimento del partito nazista in seguito al Putsch di Monaco, decadde la sua iscrizione al partito. Quando il partito fu ricostituito nel 1925, non rinnovò l'iscrizione perché era già impiegato come medico nella Handelsmarine e poi nella Kriegsmarine, incarico che precludeva l'iscrizione al partito stesso. Rientrò nel partito nel 1934, diventando anche membro delle SS.
Fu per breve tempo aiutante di Himmler per gli affari culturali e razziali, ma non portò risultati in quell'incarico. Lasciò le SS nel 1935, dopo che il matrimonio divenne un requisito necessario per l'adesione. La sua richiesta di rientrare nel 1937 fu respinta personalmente da Himmler. Si sarebbe sposato nel 1943: dal matrimonio nacquero il figlio Sigfrid nel 1945, poche settimane prima della fine della guerra, e anche una figlia. Il comportamento da donnaiolo di Hermann portò alla separazione sette anni dopo e in seguito visse con un'amante.
Gauch si arruolò allo scoppio della seconda guerra mondiale, prestando inizialmente servizio nella Luftwaffe, ma fu poi invalidato dopo essersi danneggiato la colonna vertebrale in un incidente avvenuto durante un volo di addestramento. In seguito affermò di aver suggerito a Himmler di seguire la politica di germanizzazione della Polonia occupata attraverso l'integrazione dei bambini polacchi ritenuti idonei dal punto di vista razziale per le loro caratteristiche "nordiche". Il 13 ottobre 1939 prese in custodia l'ufficiale della RAF abbattuto Harry Day, con il quale rimase in contatto dopo la guerra.
Prestò servizio nell'invasione della Jugoslavia e si distinse per le sue azioni nel catturare Zagabria con i pochi uomini a disposizione. Divenne poi medico del 23º Luftnachrichtenregiment. Nel 1942, si presentò nuovamente alle SS con l'appoggio di Oswald Pohl, ma fu nuovamente respinto da Himmler. Diresse un ospedale a Lauterecken fino alla fase finale della guerra, quando fu trasferito sul fronte occidentale, subendo una grave ferita durante le ultime settimane del conflitto.
Gauch fu scagionato dal coinvolgimento nei crimini di guerra in seguito al processo di denazificazione, ma non poté continuare a lavorare come medico e per questo aprì uno studio privato a Kaiserlautern. Secondo il figlio, dopo la guerra continuò a credere nelle sue teorie razziali, convincendosi che i neonazisti avrebbero preso il potere in Germania; sostenne inoltre che le statistiche diffuse sull'uccisione degli ebrei durante l'Olocausto erano molto esagerate e addirittura impossibili. Fu un membro attivo del Deutsche Reichspartei, di cui fu rappresentante regionale per la cultura e l'istruzione. Nel 1961 fu citato nel processo Eichmann per aver fornito una giustificazione ideologica all'Olocausto, a motivo della sua opinione per cui i non nordici sono considerabili "subumani".
Poco dopo la sua morte, nel 1978, il figlio Sigfrid pubblicò il libro Vaterspuren, un testo che diventò il modello per le successive memorie di un contesto familiare nazista.

## Teorie
Gauch rimase vicino a Darré, con cui condivideva la visione dell'autosufficienza agricola dei contadini nordici. Mentre fu membro delle SS, scrisse sei libri di "ricerca sulla razza", esprimendo le sue idee antisemite e di stampo nordista, enfatizzandole in misura estrema persino per la Germania nazista. Nel 1933 affermò che "il fatto che agli uccelli si possa insegnare a parlare meglio che agli altri animali si spiega con il fatto che la loro bocca ha una struttura nordica". Sosteneva inoltre che negli esseri umani "la forma della gengiva nordica consente un movimento migliore della lingua, ragione per cui il parlare e il cantare nordico sono migliori".
Nel 1933 fu pubblicato il suo libro più importante, Neue Grundlagen der Rassenforschung . Gauch sosteneva che:
Gauch causò ben presto l'imbarazzo della dirigenza quando pubblicò Neue Grundlagen der Rassenforschung , in cui si spinse oltre, definendo gli italiani "mezze scimmie". Di conseguenza, fu vietata la diffusione dell'opera nella Germania nazista. Riteneva inoltre che la mescolanza razziale portasse alle malattie, sostenendo che "il cancro ereditario è il conflitto di razze all'interno del corpo umano".
Sosteneva inoltre la necessità di de-cristianizzare la cultura tedesca. Presentò a Darré una proposta di riforma del calendario, eliminando le feste cristiane per sostituirle con quelle pagane germaniche. La proposta suscitò la protesta del futuro Papa Pio XII. Propose inoltre che Carlo Magno, conosciuto in tedesco come Karl der Grosse, fosse ufficialmente ribattezzato come Carlo il Massacratore, a causa delle sue guerre contro i sassoni pagani in nome del cristianesimo. Fu determinante per la creazione di un monumento eretto a Verden nel 1935 ai pagani uccisi da Carlo Magno nel massacro di Verden.